# Hugh of Pattishall
Hugh of Pattishall (auch Hugh of Pateshull) († 8. Dezember 1241 in Potterspury, Northamptonshire) war ein englischer Beamter und Geistlicher. Von 1234 bis 1240 war er Treasurer von König Heinrich III., danach war er Bischof von Coventry und Lichfield.

## Herkunft und Aufstieg zum Treasurer
Hugh stammte vermutlich aus Northamptonshire. Er war ein Sohn des königlichen Richters Simon of Pattishall und dessen Frau Amice. Hughs Karriere begann als Beamter im königlichen Schatzamt. Nachdem sein Vater um 1217 gestorben war, erbte er 1218 Teile von dessen Grundbesitz bei Pattishall in Northamptonshire. Im Schatzamt führte er das Siegel, damit hatte er die Aufgaben inne, die später der Chancellor of the Exchequer übernahm. Als Nachfolger des gescheiterten Peter de Rivallis wurde er am 1. Juni 1234 Treasurer des Königs. Zur Belohnung erhielt er mehrere Pfründen in Northamptonshire sowie 1238 oder 1239 eine weitere an der Londoner St Paul’s Cathedral.

## Bischof von Coventry
Nach dem Tod von Alexander Stavensby, Bischof von Coventry und Lichfield 1238 verlief die Wahl eines Nachfolgers schwierig. Das Kathedralkapitel von Lichfield sowie das Kathedralpriorats von Coventry hatten 1228 eine Vereinbarung geschlossen, nach der die Kanoniker von Lichfield bzw. die Mönche von Coventry abwechselnd die Bischöfe wählen durften. Dennoch wurde diese Vereinbarung nicht eingehalten. Während die Kanoniker von Lichfield ihren Dekan William of Mancetter wählen wollten, bevorzugten die Mönche von Coventry Nicholas of Farnham. Auch der ehemalige königliche Richter William of Raleigh war ein möglicher Kandidat. Schließlich wurde  Hugh of Pattishall als alternativer Kandidat gewählt. Am 1. Juli 1240 wurde er in Newark bei Guildford in Surrey zum Bischof geweiht. Als Bischof bemühte er sich, die chronisch knappen Einkünfte der Diözese zu verbessern. Dazu übernahm er selbst 1240 die Rechte an der Kirche von Wybunbury in Cheshire, deren Einkünfte er später den Bischöfen von Lichfield vermachte, und 1241 die Kirche St Michael in Coventry. Diese wurde später zur Kathedrale von Coventry. 1241 unternahm er eine Wallfahrt zum Schrein des Heiligen Edmund nach Bury, anschließend nahm er am 30. November an einer Ratsversammlung der Bischöfe in Oxford teil. Auf der Rückreise starb er nach nur sechzehnmonatiger Amtszeit in Potterspury in Northamptonshire. Er wurde traditionsgemäß in der Kathedrale von Lichfield beigesetzt.